# Договор о Европейском союзе
Договор о Европейском союзе (англ. Treaty on European Union, TEU) — один из основных договоров Европейского союза, наряду с Договором о функционировании Европейского союза (ДФЕС, TFEU). Договор TEU образует основу законодательства ЕС, устанавливая общие принципы реализации целей, для которых создан ЕС, управления его центральными институтами (таких как Комиссия, Парламент и Совет), а также правил внешней политики и политики безопасности.

## История
Текущая версия Договора о ЕС вступила в силу в 2009 году после вступления в силу Лиссабонского договора.
Первоначальная версия этого же документа была подписана в 1992 году как Маастрихтский договор. В дальнейшем изменения в текст Договора вносились Амстердамским договором 1997 года, Ниццким договором 2001 года и Лиссабонским договором 2007 года.

## Содержание
После преамбулы текст Договора состоит из шести частей.

### Раздел I: общие положения (ст. 1-8)
Статья 1 указывает, что стороны Договора учреждают между собой Европейский союз, который будет иметь определённую компетенцию для достижения общих целей. Закреплена правовая основа деятельности ЕС: Договор о ЕС и Договор о функционировании ЕС. Установлено, что Европейский союз является преемником Европейского сообщества.
В статье 2 закреплён перечень ценностей, на которых основан союз: уважение человеческого достоинства, свобода, демократия, равенство, верховенство закона и уважение прав человека, в том числе прав лиц, принадлежащих к меньшинствам. 
Статья 3 закрепляет цели ЕС в шести пунктах. Первая цель - содействие миру; вторая - свобода передвижения на территории союза при наличии внешнего пограничного контроля; третья - создание внутреннего рынка ЕС; четвёртая - установление евро в качестве единой валюты; пятая - продвижение ценностей и интересов ЕС. Шестой пункт устанавливает баланс средств, направленных на достижение данных целей с полномочиями, установленными Договорами.
Статья 4 и 5 посвящены общему регулированию соотношения суверенитета государств-членов, их обязательств и компетенции ЕС.  
Статья 6 устанавливает соотношение Договора с Хартией ЕС по правам человека и Европейской конвенции о защите прав человека и основных свобод.
Статья 7 посвящена процедуре приостановки членства государства, а статья 8 - развитию отношений с соседними государствами.

### Раздел II: положения о демократических принципах (ст. 9-12)
В статье 9 устанавливается гражданство Европейского союза, которое дополняет гражданство государства. Провозглашается принцип равенства граждан ЕС.
Статья 10 закрепляет, что функционирование союза основано на представительной демократии. Прямое представительство предусмотрено путём избрания депутатов в Европейский парламент (с возможностью создания политических партий), а косвенное - посредством участия представителей государств в деятельности институтов ЕС.
Статья 11 закрепляет общие положения деятельности институтов ЕС во взаимодействии с гражданами, ассоциациями и гражданским обществом. Статья 12 закрепляет способы участия национальных парламентов в жизни союза.

### Раздел III: Положения об учреждениях (ст. 13-19)
Статья 13 закрепляет перечень институтов ЕС. Последующие статьи раздела раскрывают статус, общие полномочия, состав и порядок формирования институтов.

### Раздел IV: Положения о расширенном сотрудничестве (ст. 20)
Единственная статья этого раздела позволяет сотрудничать определённому числу государств-членов (не менее 9) для достижения определённых целей в случае, если остальные государства-члены не могут достичь данных целей в разумные сроки. По своему характеру является экстраординарной мерой, применение которой требует согласия Европейского парламента (при участии также Европейской комиссии и Совета ЕС).

### Раздел V: Общие положения о внешних действиях Союза (ст. 21-46)

#### Глава 1 (ст. 21-22)
Статья 21 устанавливает принципы внешней политики ЕС: соблюдение Устава ООН, продвижение мировой торговли и иные. Статья 22 даёт возможность Европейскому Совету контролировать внешнюю политику союза.

#### Глава 2 (ст. 23-46)
Глава включает два раздела. Первый посвящён осуществлению внешней политики ЕС (включая вопросы деятельности Европейской службы внешних связей), второй содержит положения о военном сотрудничестве.

### Раздел VI: Заключительные положения (ст. 47-55)
Статья 47 устанавливает правосубъектность ЕС. Статья 48 посвящена поправкам к договору и процедуре их принятия. Статья 49 посвящена вопросам принятия новых государств-членов, а статья 50 - выходу из союза. В статье 51 установлен статус Протоколов и Приложений к договору. Статья 52 содержит указание на географическое применение договора (с отсылкой к ст. 355 ДФЕС), а статья 53 - на неограниченный срок действия договора. 
Статья 54 устанавливает порядок вступления в силу (требования к ратификации). Статьёй 55 установлена аутентичность договора на разных языках, а также указан депозитарий договора - Италия.